# Sébastien Grall
Sébastien Grall (8è districte de París 20 de març de 1954 - 14è districte de París 11 de juliol de 2013) va ser un director i guionista  francès que va dirigir unes 20 pel·lícules a França entre 1982 i 2013, la majoria produïdes per a televisió. Va fer pel·lícules com Un père et passe i Les Milles.

## Vida i carrera
Sébastien Grall va començar la seva carrera cinematogràfica l'any 1977 com a ajudant del director Yves Boisset a la seva producció cinematogràfica El jutge Fayard anomenat el xèrif protagonitzada per Patrick Dewaere. A finals de la dècada de 1970, van seguir dos treballs més com a ajudant de direcció dels directors Laurent Heynemann i Pierre Barouh.
El 1982 Grall va dirigir el curtmetratge La nuit du lac abans de dirigir la seva primera pel·lícula pròpia el 1986 amb La Femme secrète. El 1989 va dirigir la comèdia Un père et passe protagonitzada per Eddy Mitchell, Guy Marchand i Véronique Genest. El 1995, a partir del seu guió, es va crear el drama de guerra "Les Milles" amb el repartiment de Jean-Pierre Marielle, Ticky Holgado, Rüdiger Vogler i Kristin Scott Thomas sobre el camp d'internament de Les Milles a França.
Durant la dècada del 2000, Grall va fer diverses pel·lícules de televisió i minisèries de televisió premiades a França abans de tornar a la gran pantalla el 2012 amb la pel·lícula Hitch. Un any abans, el 2011, havia debutat com a director a l'escenari amb l'obra Hitch d'Alain Riou al Teatre Lucernaire.
Grall va morir l'11 de juliol de 2013 als 59 anys després d'una llarga malaltia La seva filla és l'actriu francesa Déborah Grall, néta del difunt actor Philippe Noiret.

## Filmografia
Director
- 1986 : La Femme secrète
- 1989 : Un père et passe
- 1995 : Les Milles
- 1998 : Mirage noir (TV)
- 2002 : Un petit Parisien (TV)
- 2003 : Les Enfants du miracle (TV)
- 2003 : Un été de canicule (TV)
- 2005 : L'Homme pressé (TV)
- 2006 : La Blonde au bois dormant (TV)
- 2008 : Monsieur Neuwirth, tenez bon ! (TV)
- 2009 : Clara, une passion française (TV)
- 2012 : Autopsie d'un mariage blanc (TV)
- 2013 : Surveillance (TV)

Ajudant de director
- 1977 : El jutge Fayard anomenat el xèrif d'Yves Boisset
- 1977 : La Question de Laurent Heynemann
- 1979 - Le Divorcement de Pierre Barouh
- 1981 : Nestor Burma, détective de choc de Jean-Luc Miesch

Actor
- 1976 : Le Jardin des Hespérides de Jacques Robiolles

## Premis
- 2002: Premi al Millor Director per Un petit Parisien al Festival de la fiction TV de Saint-Tropez[4]
- 2013: Premi al Millor Director per Vigilància al Festival de Luchon